# Jermaine Jenas
Jermaine Anthony Jenas (* 18. Februar 1983 in Nottingham) ist ein ehemaliger englischer Fußballspieler. Der Mittelfeldspieler spielte zwischen 2003 und 2009 für die englische Nationalmannschaft.

## Sportlicher Werdegang

### Nottingham Forest (1999–2002)
Jenas durchlief die Jugendakademie von Nottingham Forest und entwickelte sich dort früh zu einem der landesweit besten Spieler seiner Altersklasse. Als 17-Jähriger gab der für seine überdurchschnittliche Beweglichkeit und Passgenauigkeit bekannte Jenas in der dritten Runde des FA Cups gegen die Wolverhampton Wanderers im Januar des Jahres 2001 seinen Einstand und ließ kurz darauf in einem Heimspiel gegen Crystal Palace auch seinen ersten Einsatz in der Meisterschaft folgen. Im weiteren Verlauf der Saison kam er zu keinen weiteren Spielen, wurde dann jedoch in der Saison 2001/02 zu einem wichtigen Bestandteil der Mannschaft und zeigte in der zweiten Liga dabei derart gute Leistungen, dass er in der Fachwelt als eines der größten Talente im englischen Fußball angesehen wurde.

### Newcastle United (2002–2005)
Es mehrten sich daraufhin die Angebote der englischen Spitzenvereine und da sich Nottingham Forest in großen finanziellen Schwierigkeiten befand, wechselte Jenas noch vor Ablauf der Spielzeit im Februar 2002 für fünf Millionen britische Pfund als zu diesem Zeitpunkt zweitteuerster Teenager im britischen Fußball zum von Bobby Robson trainierten Verein Newcastle United, wobei ebenfalls lukrative Offerten von Manchester United und Leeds United existierten. In Newcastle debütierte er beim 3:1-Sieg gegen den FC Southampton und ähnelte bei seinen Einsätzen in der agilen Spielweise sehr an seinen Mannschaftskollegen Kieron Dyer. Wie Dyer wurde Jenas daraufhin von David Platt, der zudem ein ehemaliger Trainer von Nottingham Forest gewesen war, für die U-21-Nationalmannschaft nominiert und nahm für diese Auswahl im Mai 2002 an der U-21-Europameisterschaft in der Schweiz teil.
Jenas entwickelte sich in seinem Verein immer mehr zu einem Stammspieler und demonstrierte auch zumeist aus dem Mittelfeld heraus Torgefährlichkeit. Als seine größten Stärke offenbarte sich jedoch das sogenannte „Box-to-Box-Spiel“, wie das Mittelfeldspiel zwischen dem eigenen und dem gegnerischen Strafraum genannt wird.
Nachdem er zuvor bereits alle anderen Jugendauswahlmannschaften Englands seit der „U15“ durchlaufen hatte, debütierte Jenas dann im Februar 2003 als noch aktiver U21-Nachwuchsspieler, für die er insgesamt neun Spiele absolvieren sollte, als Einwechselspieler gegen Australien in der A-Nationalmannschaft und wurde im Oktober 2004 erstmals in der Partie gegen Aserbaidschan von Beginn an eingesetzt. Ebenfalls im Jahr 2003 wurde Jenas von der Spielervereinigung PFA als bester Jungprofi ausgezeichnet.
In der Saison 2003/04 konnte Jenas die zuvor gezeigten Leistungen nicht ganz bestätigen, verblieb aber stets im erweiterten Kreis der Nationalmannschaft. Turbulent gestaltete sich die anschließende Spielzeit, in der Jenas zunächst wieder eine gute Form erreichte und das Vize-Kapitänsamt übernahm. Als der etatmäßige Mannschaftsführer Alan Shearer dann verletzungsbedingt pausieren musste, wurde Jenas sogar zum jüngsten Kapitän in der Geschichte des Vereins. Der erneute Rückfall in eine Formschwäche läutete dann überraschend schnell das Ende seiner Zeit in Newcastle ein.
Als Jenas zu Beginn der Saison 2005/06 nur sehr sporadisch eingesetzt wurde und das Leben als Fußballspieler in Newcastle mit einem „Leben im Goldfischglas“ verglich, wechselte er nach Unstimmigkeiten mit Trainer Graeme Souness am 31. August 2005 – dem Stichtag der Transferperiode – für schätzungsweise acht Millionen Pfund zu Tottenham Hotspur, wobei auch der FC Arsenal Interesse an Jenas signalisiert hatte.

### Tottenham Hotspur (2005–2013)
In Tottenham unterschrieb er einen auf fünf Jahre dotierten Vertrag und fand bei dem neuen Verein zu alter Stärke zurück. Er steuerte sieben Tore bei, als Tottenham mit dem fünften Platz in der Meisterschaft die Qualifikation zum UEFA-Pokal gelang. Obwohl Jenas zum Ende der Saison vermehrt mit Verletzungen zu kämpfen hatte, konnte er wieder genesen und wurde daraufhin für die WM 2006 in Deutschland nominiert. In dem Turnier selbst kam er jedoch nicht zum Einsatz.
Am 29. August 2007 unterzeichnete er einen neuen Fünfjahresvertrag bei den „Spurs“ und verlängerte diesen im Jahr darauf um ein weiteres Jahr. Im Jahr 2008 gewann er mit dem Ligapokal seine erste Mannschaftstrophäe, erhielt zudem unter dem neuen englischen Nationaltrainer Fabio Capello weitere Chancen und schoss am 6. Februar 2008 gegen die Schweiz (2:1) sein erstes A-Länderspieltor.
Am 31. August 2011 gab Tottenham Hotspur bekannt, dass Jenas für die Saison 2011/12 an Aston Villa ausgeliehen werde.
Zu Beginn der Saison 2012/13 kehrte Jenas auf Leihbasis bis Jahresende zu seinem früheren Verein Nottingham Forest zurück.

### Queens Park Rangers (2013–2014)
Am 31. Januar 2013 wechselte Jenas innerhalb der Liga zu den Queens Park Rangers. Er unterschrieb einen Vertrag mit Laufzeit bis zum 30. Juni 2014.
Im Januar 2016 beendete er seine Karriere.

## Erfolge
- Englischer Ligapokal: 2008
- Nachwuchsspieler des Jahres (PFA Young Player of the Year): 2003

## Soziales Engagement
Jenas engagiert sich als Botschafter bei Show Racism the Red Card.